# マーダブ・クマール・ネパール
マーダブ・クマール・ネパール（ネパール語: माधव कुमार नेपाल, Madhav Kumar Nepal, 1953年3月12日 - ）は、ネパールの政治家。首相（在任：2009年5月25日 - 2011年2月6日）。
元副首相。ネパール統一共産党（ネパール共産党統一マルクス・レーニン主義派）元書記長（1993年 - 2008年）。制憲議会議員（内閣指名）。略称「マクネ」の名で親しまれている。

## 経歴

### 生い立ち
ネパール南部、ラウタハット郡ガウルのバラモン階級の家に生まれる。祖先は200年以上前にインド、ビハール州から移住してきた。ネパール語が母語であるが、英語、ヒンディー語、マイティリ語、ボージュプリー語にも通じている。本来の姓は「ウパディヤイ」であったが、バラモン階級であることが分かる姓なので、カースト制度に反対する意味で改名した。
インドのビハール州に留学するが、病気のため帰国。1973年、トリブバン大学商学部卒。銀行員、公務員などを務める。

### 政治活動
1969年以来、共産主義運動に参加、「スボード」「スニル」「ラジャン」「ビベク」などの偽名で地下活動を行う。
1971年、ネパール革命機構（マルクス・レーニン主義派）の地区委員会のメンバーとなる。
1975年6月7日から翌日にかけてビラートナガルで開かれた全ネパール共産主義革命調整委員会（マルクス･レーニン主義派）の大会で書記局員に選出される。
1976年、政治犯として2年間投獄される。
1978年、ネパール共産党マルクス・レーニン主義派（通称マレ）の設立に参画し、政治局員となる。
1990年の民主化運動（ジャナ・アンドラン）では指導的役割を果たした一人である。
1991年、ネパール共産党マルクス主義派とネパール共産党マルクス・レーニン主義派の合同による、いわゆる統一共産党（ネパール共産党統一マルクス・レーニン主義派、略称UML 通称エマレ）の結成に参加。
1993年、初代書記長だったマダン・クマール・バンダリが謎の自動車衝突で死亡して以後、15年にわたり、統一共産党の書記長を務めてきた（マン・モハン・アディカリはその上の議長だった）。
統一共産党の少数与党によるアディカリ内閣（1994年11月30日-1995年9月11日）では副首相兼外相兼国防相を務めた。1999年にアディカリが死去した後は書記長の身分で統一共産党党首を務めた。
彼は毛派による内戦は軍による弾圧によるのではなく、話し合いで解決するべきであると主張した。
2001年、 ネパール王族殺害事件の後、ギリジャー・プラサード・コイララ首相の辞任を要求。反政府抗議活動に対する弾圧の中で逮捕される。
2006年の民主化運動（ロクタントラ・アンドラン）では7党連合の一員として活動し、ギャネンドラ国王の独裁政権を倒した。
2008年4月12日のネパール制憲議会選挙ではカトマンズ第2選挙区およびラウタハット第6選挙区に重複立候補し両選挙区で落選した。ネパールは統一共産党の敗北の責任をとって書記長を辞任し、党国際局長を務めた。後任の書記長にはジャラ・ナト・カナルが就任した。統一共産党はネパールを一時初代大統領候補に挙げたが、毛派の協力が得られず取りやめた。
2009年1月13日、プラチャンダ内閣の指名により、制憲議会議員となり、憲法制定委員会議長に就任した。
2009年2月の統一共産党第8回党大会では一旦、議長に立候補を表明したが、後にK.P.シャルマ・オリの支持に回った。結果的にオリはジャラ・ナート・カナールに敗れた。

## 首相就任
2009年5月4日、国軍参謀総長解任をめぐる紛争で毛派のプラチャンダ首相が辞任したあと、5月23日、統一共産党とネパール会議派に推され、さらに態度を保留してきたマデシ人権フォーラムも支持に回り、22党の推薦を受け無投票で首相に選出された。毛派など3党は投票をボイコットした。
2010年6月に辞任を表明したが制憲議会における首班指名選挙にて過半数を獲得する候補者が現れず、同年9月まで8回も選挙を繰り返しているが未だに後任が決まらない状況にあった。

## 日本との交流
首相就任前の2008年8月中旬、来日。18日に国際協力機構（JICA)で上田善久理事と意見交換した。同日日本共産党本部で党国際部長と会談、同日夕方外務省を訪問し、御法川信英大臣政務官を表敬し、意見交換を行っている。
夜は日本ネパール協会主催で都内のレストランで講演した。また19日は日本ネパール友好議員連盟のメンバーと意見交換した。
ネパールのポカラ市と姉妹都市関係にある長野県駒ヶ根市も親善訪問している。